# Episodi di 9-1-1 (ottava stagione)
L'ottava stagione della serie televisiva 9-1-1, composta da 18 episodi, è stata trasmessa in prima visione assoluta negli Stati Uniti d'America sul canale ABC, dal 26 settembre 2024 al 15 maggio 2025.
In Italia la stagione è stata pubblicata, con un episodio a settimana, sulla piattaforma di streaming on demand Disney+ dal 21 novembre 2024 al 26 giugno 2025.
| n° | Titolo originale              | Titolo italiano                | Prima TV USA      | Pubblicazione Italia |
| -- | ----------------------------- | ------------------------------ | ----------------- | -------------------- |
| 1  | Buzzkill                      | Guastafeste                    | 26 settembre 2024 | 21 novembre 2024     |
| 2  | When the Boeing Gets Tough... | Quando il Boeing si fa duro... | 3 ottobre 2024    | 28 novembre 2024     |
| 3  | Final Approach                | Avvicinamento                  | 10 ottobre 2024   | 5 dicembre 2024      |
| 4  | No Place Like Home            | Nessun posto è come casa       | 17 ottobre 2024   | 12 dicembre 2024     |
| 5  | Masks                         | Maschere                       | 24 ottobre 2024   | 19 dicembre 2024     |
| 6  | Confessions                   | Confessioni                    | 7 novembre 2024   | 26 dicembre 2024     |
| 7  | Hotshots                      | Pezzi grossi                   | 14 novembre 2024  | 2 gennaio 2025       |
| 8  | Wannabes                      | Aspiranti                      | 21 novembre 2024  | 9 gennaio 2025       |
| 9  | Sob Stories                   | Storie strappalacrime          | 6 marzo 2025      | 24 aprile 2025       |
| 10 | Voices                        | Voci                           | 13 marzo 2025     | 1° maggio 2025       |
| 11 | Holy Mother Of God            | Santa Madre di Dio             | 20 marzo 2025     | 8 maggio 2025        |
| 12 | Disconnected                  | Disconnessi                    | 27 marzo 2025     | 15 maggio 2025       |
| 13 | Invisible                     | Invisibile                     | 3 aprile 2025     | 22 maggio 2025       |
| 14 | Sick Day                      | Giorno di malattia             | 10 aprile 2025    | 29 maggio 2025       |
| 15 | Lab Rats                      | Cavie da laboratorio           | 17 aprile 2025    | 5 giugno 2025        |
| 16 | The Last Alarm                | L'ultima sirena                | 1° maggio 2025    | 12 giugno 2025       |
| 17 | Don't Drink The Water         | Non bere l'acqua               | 8 maggio 2025     | 19 giugno 2025       |
| 18 | Seismic Shifts                | Spostamenti sismici            | 15 maggio 2025    | 26 giugno 2025       |

## Guastafeste
- Titolo originale: Buzzkill
- Diretto da: James Wong
- Scritto da: Molly Green e James Leffler

### Trama
Buck è insofferente verso Gerrard da quando egli ha preso il comando della 118 che sta anche supervisionando dei lavori di ristrutturazione. Bobby invece lavora in una troupe televisiva come consulente dato che stanno girando una serie TV sui vigili del fuoco, fiancheggiando l'attore Brad Torrance. Mara continua a vivere a casa di Maddie e Chimney in attesa dell'udienza per l'affidamento; Eddie invece è sempre più distante da Christopher, che da quando si è trasferito in Texas dai nonni è felice, ha compiuto 14 anni e ha una vita sociale di cui il padre non fa parte.
Athena conosce Lawrence e Spencer, agenti dell'ufficio del procuratore, devono affidarle un incarico molto sgradevole: benché lei ci abbia impiegato 30 anni ad arrestare Jenkins per la morte del suo fidanzato, gli è stata concessa l'uscita anticipata dato che testimonierà contro alcuni uomini che finanziavano il traffico di ragazze minorenni, dato che era compagno di cella dell'uomo che era a capo del giro, ad Athena l'incarico di portarlo a Los Angeles dall'Arizona.
Un camion per strada si ribalta, trasportava vari alveari e ora le api sono libere, sono milioni, interviene la 118 che presta soccorso ai due autisti, ne salvano solo uno mentre l'altro muore a causa delle punture d'ape. Julie e sua figlia sono intrappolate nella loro auto per colpa delle api, i vigili del fuoco le liberano grazie a Buck che con un ventilatore fa sì che il fumo di scarico di un camion allontani le api.
Tori decide di organizzare una festa in giardino per promuovere un profumo che però attira le api, ancora una volta è la 118 a intervenire. Buck capendo che è la fragranza del profumo ad attirare le ape lo sparge su Eddie che con una tuta di protezione attira a sé le api, che poi vengono risucchiate da un aspiratore. Athena in Arizona, porta Jenkins all'aeroporto in auto, viene fermata però da un uomo che afferma di lavorare per il procuratore, solleva Athena dall'incarico per prendere in custodia Jenkins. Lei però ha capito che è un impostore, gli punta contro la pistola e lo chiude nel bagagliaio dell'auto.
Alla caserma 118, durante i lavori di ristrutturazione, una sega circolare rischia di uccidere Gerrard che prontamente viene salvato da Buck che lo spinge per terra, ma Gerrard batte violentemente la testa perdendo sangue. Athena e Jenkins, a bordo dell'aereo, si apprestano a raggiungere Los Angeles, ma un ultraleggero per colpa dello sciame d'api, finisce col schiantarsi contro il loro areo che ora sta per precipitare. 

## Quando il Boeing si fa duro...
- Titolo originale: When the Boeing Gets Tough...
- Diretto da: Bradley Buecker
- Scritto da: Ted Griffin e Tim Minear

### Trama
Poco prima che l'aereo entrasse in collisione con l'ultraleggero, Jenkins ha raccontato ad Athena quello che gli è accaduto in prigione, la procura gli offrì un accordo, fare amicizia con un altro detenuto, Maxwell Fulton, un agente di borsa che si è arricchito con il traffico di ragazze minorenni. Jenkins lo soccorse quando Maxwell sopravvisse a un attentato alla sua vita, entrando in confidenza con lui gli rivelò dove nascondeva la lista dei suoi clienti alla quale la procura è interessata.
In seguito alla collisione il soccorso aereo si mette in contatto con Athena, il pilota è morto e il co-pilota è gravemente ferito, quindi un istruttore di volo di nome Jimmy indica ad Athena come gestire la cabina di pilotaggio. Gerrard, a causa della ferita riportata, è costretto a lasciare la 118 venendo ricoverato in ospedale, Maddie intanto informa la 118 che Athena è sull'aereo che rischia di schiantarsi, dando a loro il compito di gestire il triage. Infatti Chimney, Hen e Eddie si mettono in contatto telefonico con i passeggeri del volo in modo da istruirli su come prestare soccorso ai feriti. Uno dei passeggeri rischia di soffocare per un edema polmonare ma una ragazza, seguendo le indicazioni di Hen, lo salva con del Viagra in polvere facendoglielo inalare con una maschera per l'ossigeno in modo da dilatare i canali respiratori.
Una ragazza ha la gamba rotta, quindi Chimney guida Jenkins affinché esegua una fasciotomia per ridurre la pressione del sangue causata dalla sindrome compartimentale, di conseguenza Jenkins con un accendino e uno spazzolino da denti fabbrica una lama usata da un altro passeggero per eseguire un taglio alla gamba della ragazza, riescono così a salvarla.
Bobby viene informato da Buck che Athena è sull'aereo che sta per schiantarsi, quindi decide di tornare a lavorare con i suoi ex colleghi e intervenire direttamente per salvare la moglie. Il problema è che bisogna far atterrare l'aereo, ma purtroppo il co-pilota perde i sensi a causa di un arresto cardiaco. 

## Avvicinamento
- Titolo originale: Final Approach
- Diretto da: Bradley Buecker
- Scritto da: Tim Minear e Ted Griffin

### Trama
Maddie, che è in comunicazione telefonica con Athena, le spiega che per tenere in vita il co-pilota è necessario fargli il massaggio cardiaco fino all'atterraggio, adesso solo Athena può pilotare l'aereo, ma il carburante non è sufficiente affinché l'aereo possa mantenere l'alta quota fino all'arrivo alla pista d'atterraggio. A Bobby viene un'idea, lui e Buck con l'autopompa bloccano il traffico nell'Interstate 10, essendo sgombra Athena tanta lì un atterraggio d'emergenza riuscendo nell'impresa salvando i passeggeri.
L'aereo rischia di esplodere dato che l'APU è stato danneggiato e quindi sta prendendo fuoco, Athena continua a fare il massaggio cardiaco al co-pilota, viene sostituita da Hen che lo salva mentre Buck con un estintore spegne le fiamme. Spencer e Lawrence vanno a prelevare Jenkins, ma Athena e Bobby lo nascondono, non si fidano di loro.
Jenkins li porta nel parcheggio dove Maxwell aveva lasciato la propria auto, è lì che nasconde la lista dei clienti, si tratta di un libretto con dei codici QR, ciò vuol dire che la lista è nel cloud. Arriva Spencer che reclama il libretto nero, ma Athena non intende consegnarglielo, ha capito che è corrotto e che vuole far sparire il libretto. Spencer spara a Bobby, ma Jenkins lo salva facendogli da scudo e prendendosi lui la pallottola. Seppur ferito Jenkins usa lo spazzolino da denti che aveva usato sull'aereo e lo ferisce, infine Bobby disarma Spencer che viene ammanettato da Athena.
Jenkins è fuori pericolo, viene ricoverato in ospedale, mentre l'FBI prenderà Spencer sotto custodia. Athena, anche se non supererà mai il fatto che Jenkins abbia ucciso Emmett, decide di concedergli il rilascio anticipato affinché Jenkins possa diventare un uomo migliore. Gerrard torna a lavoro e abbraccia Buck essendogli riconoscente per avergli salvato la vita.

## Nessun posto è come casa
- Titolo originale No Place Like Home
- Diretto da: Marita Grabiak
- Scritto da: Lyndsey Beaulieu

### Trama
Ortiz annuncia in un'intervista televisiva la propria candidatura a sindaco, inoltre istituisce l'iniziativa occhi e orecchie: da ora i vigili del fuoco dovranno indossare delle videocamere in modo che il loro lavoro venga monitorato. Hen e Karen vanno in tribunale per l'udienza di affidamento di Mara, dove però viene esposto che le due donne abbia continuato a frequentare la bambina dato che Chimney e Maddie sono loro amici. Hen sente di non avere nessuna possibilità di riavere a casa Mara dato che Ortiz sta usando la sua influenza per danneggiarla, vuole punirla per non aver salvato il figlio.
A una partita di football liceale, un giocatore involontariamente placca un ragazzo cheerleader, Weston, che subisce una frattura a libro aperto. La 118 lo soccorre e, mentre è in ambulanza, Hen e Eddie lo salvano quando stava per avere un arresto cardiaco tramite una REBOA.
Dato che la casa di Athena e Bobby è bruciata ne cercano un'altra, ma ad Athena non piace nessuna, decide di ristrutturare quella che aveva prima dato che Michael le ha fatto spedire le vecchie planimetrie. Hen scopre che Gerrard e Ortiz sono vecchie conoscenze, spiega a Bobby che è stata proprio Ortiz ad assegnare a Gerrard il comando della 118, Chimney confessa a Bobby che in realtà Gerrard voleva andare in pensione, ha accettato di portare a oltranza la propria carriera solo per orgoglio.
Athena va in ospedale perché uno dei medici vuole esporle un caso, un uomo di nome Gates che è stato ricovera dopo che il suo stesso cane lo aveva aggredito. Dalle ferite però non sembra affatto l'aggressione di un cane, Athena lo interroga e quindi lui le confessa che tiene una tigre in casa, l'aveva portata quando era ancora un cucciolo ma ora è crescita. La tigre tenta di aggredire la padrona di casa che si rifugia in bagno, viene salvata da Chimney che spara un tranquillante all'animale facendolo addormentare.
Bobby tenta di convincere Gerrard a lasciare la 118, sta sbagliando se crede che Ortiz lo aiuterà a fare carriera. Gerrard si presenta nell'ufficio di Ortiz, lei ha voluto fare leva sull'astio che Gerrard nutre per Hen dal momento che era stata lei la ragione per cui perse il lavoro alla 118, gli confessa che il giudice che si sta occupando del caso di affidamento di Mara è una sua amica, deporrà contro Hen. Gerrard le propone di chiudere la 118 per danneggiare ulteriormente Hen, in cambio Gerrard verrà promosso comandante del corpo del vigili del fuoco.
Ortiz scopre poi che è caduta in una trappola, Hen infatti mostra agli altri consiglieri comunali il video che Gerrard ha registrato dove Ortiz confessa che il processo per l'affidamento di Mara era stato manipolato. Ortiz si oppone, affermando che quella registrazione non è legale, ma in realtà lo è perché Gerrard ha usato la videocamera montata sulla propria divisa che era stata legalmente approvata dall'iniziativa promossa da Ortiz. Dopo quanto accaduto Mara torna a vivere con Hen e Karen, mentre Bobby torna a dirigere la 118, infine Gerrard sostituisce Bobby come consulente nel set dove lavora Brad.
Anche se Athena ci teneva a ricostruire la casa rimanendo fedele al progetto originale, Bobby le confessa che non è quello che desidera, amava quella casa perché la divideva con lei, ma fondamentalmente quella casa era di Michael e Athena. Quest'ultima capisce che Bobby ha ragione, costruiranno un'altra casa, diversa, che possa piacere anche a lui.

## Maschere
- Titolo originale: Masks
- Diretto da: Christine Khalafian
- Scritto da: Taylor Wong

### Trama
È Halloween, e quindi la caserma 118 viene addobbata in modo da spaventare i bambini che vengono a trovare i vigili del fuoco, Buck porta un manichino che somiglia a un cadavere, ma quando stacca il braccio vede che nell'osso ci sono i tendini, quel cadavere è vero. Athena requisisce il cadavere, dal momento che tutti credevano che fosse un manichino è stato acquistato da un proprietario all'altro.
Un uomo telefona al call center, Maddie risponde alla chiamata, si tratta del preside di un liceo a cui hanno fatto lo scherzo del sacchetto in fiamme davanti alla sua porta, Maddie fa chiamare i vigili del fuoco che lo spengono. Alcune sue studentesse gli gettano poi le uova nella casa, scappano con l'auto ma lui, alla guida del propria, le insegue ma finisce fuori strada. Muore e si schianta contro la casa degli orrori dove Karen aveva portato Mara, Denny e Jee-Yun. I vigili del fuoco della 118 accorrono sul posto e scoprono che Denny per salvare Mara che stava per essere travolta dall'auto è stato colpito in pieno: adesso è incastrato tra l'auto e la parete esterna della casa.
A Denny viene iniettata della morfina, ma inizia a sentirsi sempre più debole, ha perso troppo sangue, ha bisogno di una trasfusione d'emergenza, ma il sangue arriverà tra 15 minuti, non sopravviverà all'attesa. Karen lo salva donandogli il proprio, lei è A- e quindi il suo sangue è compatibile con quello di Denny, l'auto viene rimossa e Denny si salva.
Buck si sloga una spalla durante un intervento e la sua faccia è piena di pustole. Ha fatto delle ricerche scoprendo che il cadavere apparteneva a William James McCurdy, morì nel 1909 era un rapinatore che venne tradito dai membri della sua banda, scopre che tutti quello che erano entrati in possesso del suo cadavere sono stati vittime di terribili incidenti, e ora Buck teme che William lo abbia maledetto. Decide di visitare la sua tomba credendo che per spezzare la maledizione sia necessario mostrargli un po' di empatia, è morto perché i suoi stessi uomini lo hanno tradito, augurandogli di riposare in pace.

## Confessioni
- Titolo originale: Confessions
- Diretto da: Chad Lowe
- Scritto da: Andrew Meyers

### Trama
La 118 cerca di impedire a una donna di nome Celeste di gettare dal tetto il vaso contenente le ceneri della suocera. Celeste precipita, ma i vigili del fuoco la salvano facendo sì che cada su un materasso gonfiabile. Il marito in realtà non era preoccupato per le ceneri, ma per il vaso che le conteneva, ha un valore inestimabile, tuttavia mentre lui lo tiene in mano inciampa, il vaso cade e si frantuma.
Maddie e Chimney hanno notato che Jee-Yun è irrequieta, sua madre è della convinzione che le manca Mara da quando non vive più con loro, ritenendo che a Jee-Yun non le faccia bene essere figlia unica. Maddie sorprende Chimney proponendogli di avere un altro bambino. Intanto Eddie va in chiesa e nel confessionale chiede perdono al prete, ha allontanato Christopher frequentando la sosia della sua defunta madre.
Mentre Buck è a cena con Tommy in un ristorante, quest'ultimo gli rivela che lui e Abby erano stati insieme prima che Tommy ebbe il coraggio di confessare la propria omosessualità, la loro relazione durò due anni e stavano quasi per sposarsi, aggiungendo inoltre che dopo la loro rottura Abby si è messa con un uomo più giovane di lei, totalmente ignaro che il ragazzo in questione è proprio Buck. Josh, ai tempi in cui lui e Abby erano colleghi al call center, confessa a Buck che Abby soffrì molto per la rottura con Tommy, e adesso la paura di Buck è che Tommy ferirà anche lui temendo che sia una persona bugiarda e disonesta. Josh gli chiede di non giudicarlo severamente, se Tommy ha impiegato del tempo per accettare la sua omosessualità è perché in passato le persone erano meno tolleranti, Tommy aveva agito così solo perché era spaventato e confuso.
Mentre Chimney è a letto con Maddie le confessa che si è sentito a disagio per l'eccessiva spontaneità con cui gli ha proposto di avere un altro figlio, l'ultima gravidanza è stata difficile per lei da affrontare, per colpa dei suoi problemi di depressione ha rischiato di perderla. Maddie è consapevole che volendolo potrebbero anche adottarne uno, ma le piacerebbe avere un altro bambino che sia tutto loro. Per adesso decidono di rimandare la conversazione, ma sul volto di Maddie appare un'espressione preoccupata, come se stesse nascondendo un segreto a suo marito.
Eddie va in un negozio di succhi di frutta, e lì per caso incontra Brian, è il prete confessore che aveva incontrato in chiesa, aveva riconosciuto Eddie dalla voce. Brian ha capito che il problema di Eddie è che egli misura la propria vita sulle sue sconfitte, ma gli fa notare quanto in realtà Eddie è fortunato perché fa un lavoro importante e ha due genitori premurosi che si sono sobbarcati la responsabilità di prendersi cura di Christopher.
Un bambino di nome Jack cade in un fosso nel giardino di casa sua durante dei lavori di ristrutturazione, la 118 accorre in suo aiuto ma il fosso è troppo stretto, quindi suo fratello maggiore Miles si fa calare giù da Eddie e Buck, afferra Jack e lo aiuta a riemergere salvandolo. Dopo quanto accaduto Chimney cambia idea, quando lui e Maddie non ci saranno più Jee-Yun, se avesse un fratellino, non sarebbe sola, ora anche lui desidera un secondo figlio. Decidono però di porsi delle regole: Maddie non vuole che suo marito la tratti come se fosse una persona problematica e se ci saranno dei problemi dovranno affrontarli con sincerità. A quel punto Chimney capisce con gioia che Maddie è già incinta, finora glielo aveva tenuto nascosto.
Buck confessa a Tommy che era lui l'uomo con cui Abby si era messa insieme dopo la loro rottura, adesso però è certo che Tommy sia la persona giusta per lui chiedendogli di andare a vivere insieme, ma Tommy si sente a disagio, del resto Buck ha scoperto di essere bisessuale da poco e Tommy è l'unico uomo con cui è stato. Intanto Eddie, mentre è tutto solo in casa, si gode un momento di svago, ma riceve l'inaspettata visita di Buck che lo guarda con aria affranta: Tommy ha deciso di lasciarlo.

## Pezzi grossi
- Titolo originale: Hotshots
- Diretto da: Keith Tripler
- Scritto da: Lyndsey Beaulieu e Aisha Casey

### Trama
Maddie e Chimney danno un po' di conforto a Buck dal momento che Tommy ha rotto con lui, tra l'altro Buck si è accorto che Maddie è incinta promettendo di mantenere il segreto dal momento che lei e il marito per ora non vogliono annunciare la gravidanza. Athena sventa una rapina in una gioielleria che era stata incoraggiata da Flash Rob tramite social media. Athena individua Flash Rob e lo insegue, tuttavia è costretta a fermarsi per via di uno stiramento della gamba e lui scappa.
Simpson chiede a Bobby di convincere Gerrard a essere più amichevole con Brad dato che il corpo dei vigili del fuoco riceve delle sovvenzioni dagli studios televisivi. In effetti Brad vorrebbe che Bobby tornasse a lavorare come consulente nella troupe, i due vanno a cena insieme e Bobby rimprovera severamente Brad per essere stato scortese con una cameriera.
Athena viene assegnata come supervisore di Matthew Sparks, agente appena uscito dall'accademia, è il migliore del proprio corso, lui non vede l'ora di lavorare con Athena dato che lei ha alle proprie spalle un'onorata carriera del corpo di polizia. Athena e Sparks rintracciano Flash Rob e lo arrestano, ma lei non è entusiasta, durante l'operazione Sparks ha agito di propria iniziativa è ha quasi rischiato di morire. Athena teme che Sparks sia troppo arrogante e superficiale, e le sue preoccupazioni non tardano ad avverarsi quando lui spara a una donna perché si era rifiutata di mostrare la patente dopo che era stata fermata, voleva usare il taser, ma ha accidentalmente usato la pistola. 
Athena riesce a soccorrere la donna e a salvarla, ma il dipartimento dovrà risarcirla, Sparks verrà giudicato da una commissione disciplinare. Athena, benché all'inizio non volesse un partner, decide di farsene assegnare un altro, ha capito che è un suo dovere trasmettere la sua esperienza per educare la nuova generazione. Brad va a trovare Bobby alla caserma 118, gli è riconoscente per averlo rimproverato, ha deciso di prendersi una pausa dalla serie TV e di lavorare con Bobby per vederlo all'opera dal vivo.

## Aspiranti
- Titolo originale: Wannabes
- Diretto da: Bradley Buecker
- Scritto da: James Leffler e Molly Green

### Trama
Brad, lavorando alla 118 cerca di prendere spunto per imparare meglio a impersonare il ruolo del vigile del fuoco per la propria serie, tuttavia Bobby fatica a gestirlo vista la sua personalità esuberante ed egocentrica. Athena in un supermercato prende le difese di uno youtuber di nome Graham che filma e denuncia le persone che non rimettono a posto i carrelli dopo aver fatto la spesa. Successivamente Athena trova Graham incosciente, è stato brutalmente picchiato e viene ricoverato in ospedale.
La distanza tra Eddie e Christopher rischia di diventare incolmabile, il figlio di Eddie ha cambiato stile di vita da quando vive con i nonni in Texas. Brad gli confessa di avere anche lui un figlio, si sono separati quando Brad lasciò l'Inghilterra per affermarsi come attore, suo figlio sta per sposarsi e non ha invitato il padre al matrimonio, consigliando a Eddie di ricucire il rapporto con Christopher prima che sia troppo tardi.
Un uomo di nome Craig minaccia di suicidarsi gettandosi da un ponte per aver perso il lavoro, interviene Bobby con la sua squadra, Brad parla con Craig dato che quest'ultimo è un suo fan, e proprio Brad lo convince a non buttarsi impedendogli di suicidarsi. Athena controlla i video girati da Graham al supermercato per il suo canale You Tube e nota che un dipendente del supermercato, Ira, quando era stato ripreso, aveva tentato di nascondere il volto. Athena lo arresta, era stato lui a picchiare Graham per evitare che tramite il suo canale You Tube venisse riconosciuto, Ira non è il suo vero nome, lui è un delinquente che è fuggito dalla liberta vigilata avendo precedenti per aggressione aggravata.
Athena convince la direttrice del supermercato ad assumere Graham, mentre Brad decide di tornare a lavorare nella troupe della sua serie televisiva. Buck va a trovare Eddie a casa sua scoprendo che il suo amico ha preso una decisione importante, infatti pur di non perdere Christopher è disposto a lasciare Los Angeles, comprerà una casa a El Paso per stare vicino a suo figlio.

## Storie strappalacrime
- Titolo originale: Sob Stories
- Diretto da: Bradley Buecker
- Scritto da: Tim Minear e Rashad Raisani

### Trama
Maddie riceve una chiamata di aiuto al call center, qualcuno ha rapito una ragazza di nome Jayna Whitlock, ma sembra ormai essere in crisi e dunque Maddie e Josh rintracciano l'indirizzo e mandano lì la polizia. Il rapitore afferma di chiamarsi John, egli vedendo Athena scappa e riattacca.
I colleghi di lavoro di Eddie lo salutano con affetto dal momento che a breve si trasferirà a El Paso, infatti sta cercando degli inquilini a cui subaffittare la propria casa. Un rifugio per cani prende fuoco, i pompieri della 118 intervengono che portano i cani in salvo, Buck decide di prenderne uno tutto per sé.
Maddie e Athena indagano sul rapitore, ad aiutarle c'è la detective Amber Braeburn, la quale ha portato a termine con successo numerosi casi di ragazze scomparse. Maddie è risalita a una chiamata fatta al call center 10 anni prima, una ragazza di nome Holly venne rapita e il suo sequestratore chiamò per chiedere aiuto, qualche giorno dopo la ragazza venne ritrovata uccisa, e tre anni prima in un caso simile a Portland, un'altra chiamata da un sequestratore che era nel panico, non ha dubbi che si tratti dello stesso uomo. Amber è della convinzione che John è in realtà Richard Bullock, un molestatore già schedato, che sospettava fosse già coinvolto in vari casi di sparizione.
Athena chiede informazioni a Isabelle, l'ex fidanzata di Richard, e lei porta la polizia nel rifugio dell'uomo, che però non è più lì. Il rapitore telefona ancora una volta a Maddie al call center, ormai non sembra più avere controllo sulla propria ossessione tanto che Maddie lo convince a spararsi per salvare la ragazza che ha rapito, Athena giunge sul posto e trova Jayna sana e salva.
Il cane che Buck stava accudendo viene restituito ai suoi veri proprietari che lo avevano smarrito. Buck fa poi una sorpresa a Eddie: ha deciso di trasferirsi nella casa dell'amico, sarà lui a prenderla in subaffitto. Mentre Maddie è tutta sola in casa con Jee-Yun, dopo aver messo a dormire la bambina, va in cucina e sente qualcuno entrare, dando per scontato che si tratti di Chimney. In realtà è Amber la quale le fa perdere i sensi facendole inalare del cloroformio.

## Voci
- Titolo originale: Voices
- Diretto da: Jennifer Lynch
- Scritto da: Ted Griffin e Molly Savard

### Trama
Chimney torna a casa insieme a Buck e vede che Maddie è sparita. Non riesce a spiegarsi l'assenza della moglie, teme che sia scappata e che ancora una volta i problemi di depressione cronica che affrontò per via della precedente gravidanza si siano manifestati una seconda volta, confessando agli amici che Maddie è incinta. Amber, che soffre di un disturbo dissociativo della personalità, ha portato Maddie a casa sua, le confessa che Richard era suo complice, rapivano insieme le ragazze.
Athena chiede al medico legale se dall'autopsia sul corpo di Richard è emersa qualche informazione, in effetti la vittima aveva assunto una grande quantità di cloroformio, probabilmente era incosciente e l'assassino gli ha messo la pistola in mano e ha fatto sì che si sparasse facendolo passare per un suicidio. Amber confessa a Maddie di aver ucciso Richard che ormai era diventato inaffidabile, nella sua paranoia credeva che Maddie sospettasse che quello di Richard non era un suicidio, è per questo che ha rapito la donna, dando ormai evidenti segni di follia.
Ignaro che è stata Amber a rapirgli la moglie, Chimney le rivela che aspetta un bambino e che in passato tentò di togliersi la vita per via della depressione che si manifestò dopo la prima gravidanza. Amber torna a casa e accetta che Maddie scriva una lettera di addio (per la figlia Jee-Yun) dove lei affermerà che è morta per suicidio, cosicché tutti penseranno che si è tolta la vita per via dei suoi problemi legati alla depressione. Athena indaga sul passato di Amber e scopre che lei in gioventù venne rapita, riuscì a scappare e venne ritrovata imbottita di droghe (questa è chiaramente la causa della sua incontrollabile psicosi) adesso Athena ha capito che Richard era solo il capro espiatorio ed era Amber che comandava.
Amber rapisce Jayna dall’ospedale e la porta a casa sua. Mara confessa a Chimney che Jee-Yun le aveva detto in confidenza che la sera in cui Maddie è sparita aveva sentito la voce di un'altra persona (Amber) di conseguenza Chimney va a casa di Amber per informarla. Proprio quando Amber stava per uccidere Jayna davanti agli occhi di Maddie, viene fermata dall'arrivo di Chimney, a quel punto, in una colluttazione con Maddie che era riuscita a liberarsi, Amber le taglia la gola. Maddie sopravvive e colpisce la donna prima che questa possa uccidere suo marito, che poi mette le mani sulla ferita in modo da evitare che Maddie muoia dissanguata. Amber punta la pistola contro Chimney, ma proprio quando stava per premere il grilletto arriva Athena che uccide Amber sparandole.
Maddie viene ricoverata in ospedale, è fuori pericolo, e anche il bambino sta bene. Eddie, con l'aiuto di Buck, ha finito con l'impacchettare tutta la propria roba, lascia Los Angeles per andare a El Paso, parlando con Buck ammette che la loro amicizia per lui è molto importante e lo ringrazia, infine i due si salutano.

## Santa Madre di Dio
- Titolo originale: Holy Mother Of God
- Diretto da: Aisha Hinds
- Scritto da: Taylor Wong & Darek Cioch

### Trama
Ann Hutchinson è una guida spirituale venuta in tournée a Los Angeles, durante una funzione in presenza dei suoi fedeli, alcuni dei presenti iniziano a sentirsi male, c'è chi sviene e altri delirano, interviene Bobby con i vigili del fuoco della 118. Buck scopre che il problema sono i generatori a gasolio sul retro, sono stati attivati in uno spazio chiuso, infatti è avvelenamento da monossido di carbonio. Tutti i presenti vengono portati all'esterno, gli viene fatto inalare dell'ossigeno, una donna stordita dal monossido di carbonio inalato si arrampica sul tetto, inizia a delirare, successivamente si riprende, ma essendo terrorizzata rifiuta di farsi aiutare da Buck. Ann si mette a parlare, e con le sue abilità di persuasione la aiuta a calmarsi dando modo a Buck di farla scendere dal tetto.
Bobby e Ann si comportano in maniera strana l'uno davanti all'altra, infatti Chimney, Ravi, Hen e Buck hanno notato della tensione tra i due e rimangono stupefatti quando scoprono che Ann è la madre di Bobby. Lei gestisce il proprio culto religioso aiutata dal figlio più grande Charlie. Sembra che Maddie si stia riprendendo dopo quello che è accaduto con Amber, riporta una vistosa cicatrice sulla gola, ma Buck ha capito che sua sorella non ha ancora superato il trauma. Maddie invece ha notato che Buck cerca scuse per non dormire nella suo nuova casa, quella dove prima abitava Eddie, non la percepisce ancora come sua, sente ancora la mancanza di Eddie, a quel punto Maddie gli suggerisce di trovarsi nuovi amici.
Athena è sorpresa che la propria suocera sia a Los Angeles, non sapeva nemmeno che la madre di Bobby fosse ancora viva, lui non parla mai di Ann, in effetti si vergogna di lei perché la reputa una truffatrice, l'ultima volta che la vide è stato prima che sposasse Marcy. Charlie va a trovare suo fratello alla caserma 118, i due sono felici di rivedersi, in effetti Charlie gli spiega che Ann vorrebbe vederlo, lo convince a portare anche Athena dato che resteranno a Los Angeles pochi giorni. Bobby e Athena vanno nella suite dove Ann alloggia, ma scopre che Charlie ha manipolato la situazione, non era stata Ann a invitarlo. Emergono tutti i problemi tra Bobby e sua madre, lui non la perdona per aver lasciato il marito, ma lei non si sente in colpa, Timothy si è rovinato con le proprie mani, lei aveva tentato di proteggere Bobby da lui ma quest'ultimo lo aveva sempre idealizzato.
Buck, seguendo il consiglio di Maddie, tenta di stringere amicizia con Ravi, lo porta a bere in un bar, ma lui si annoia dato che Buck parla solo di Eddie. Proprio lì incontrano per caso Tommy, quando egli scopre che Eddie ha lasciato Los Angeles si lascia trasportare dalla passione, lui e Buck passano la serata insieme a fare sesso. Buck trova strano l'atteggiamento di Tommy, infatti credeva che fosse l'avventura di una notte ma Tommy sembra disposto a voler tornare con lui. È la partenza di Eddie che ha cambiato le cose, gli confessa che uno dei motivi per cui lo aveva lasciato è stata la presenza di Eddie, si sentiva minacciato da lui, sospettando che Buck ne fosse segretamente innamorato benché si riferisca a Eddie solo come a un amico.
Il call center riceve una chiamata automatica da un dispositivo di emergenza, il proprietario si chiama Elmer Caldwell, quindi i vigili del fuoco della 118 vanno a casa sua, lo trovano mentre sistemava il proprio giardino, sta male per via di un problema di angina, quindi Hen lo aiuta a stare meglio spruzzandogli in bocca della nitroglicerina. Ad un tratto dal terreno spunta Suzanne, è la moglie di Elmer, lui voleva ucciderla con il cianuro nella zuppa che Suzanne aveva mangiato. Bobby decide di farlo arrestare ma non è necessario, Elmer viene colto da un malore e muore.
Buck parla con Maddie della conversazione avuta con Tommy, lui giura di non amare Eddie, anche se non nega che sta male all'idea che lui e Christopher vivano in Texas e che probabilmente non torneranno mai più, infatti è per questo che non si è nemmeno preso il disturbo di arredare la casa, almeno per illudersi che la partenza di Eddie e Christopher non sia definitiva. Maddie si limita a dirgli che deve imparare a stare da solo, e finalmente Buck decide arredare la sua nuova casa. Bobby va ad assistere a uno dei sermoni di Ann che in presenza dei suoi devoti, la sente mentre confessa a tutti che è stata un fallimento come madre e moglie, lei non ha il potere di salvare nessuno perché le persone possono salvarsi da sole: ad un tratto inizia a sentirsi male, Bobby le presta soccorso e lei viene ricoverata in ospedale.
Bobby confessa ad Athena che lui è probabilmente l'unica persona che senta la mancanza di Timothy, ma capisce che Ann, se fosse rimasta accanto a suo marito, non sarebbe diventata la donna di successo che è adesso. Charlie rivela a Bobby che già da un anno avevano diagnosticato a Ann un cancro in fase terminale, le rimane poco da vivere. Ann e Bobby si riconciliano, quest'ultimo ha capito di aver sbagliato, ha solo onorato il ricordo di Timothy ma non ha portato il dovuto rispetto a sua madre, ora ha compreso che Ann fece la cosa giusta a lasciare Timothy, si è salvata da una vita miserabile. 
Athena riceve una chiamata sulla radio della polizia riguardo a un rapinatore di banche pronto a imbarcarsi sulla nave da crociera The Odyssey: questo episodio dà inizio a un evento crossover che si conclude nell'episodio 11 della prima stagione di Doctor Odyssey.

## Disconnessi
- Titolo originale: Disconnected
- Diretto da: Tessa Blake
- Scritto da: Molly Green & James Leffler

### Trama
Maddie va al lavoro, riceve una chiamata di soccorso, ma la voce che sente è proprio la sua, è lei a chiedere aiuto, ad un tratto si mette a perdere sangue dalla gola: Maddie si sveglia, era solo un incubo. Maddie è pronta per tornare a lavoro, Chimney non intende ostacolarla pur non negando che preferirebbe se la moglie si prendesse più tempo prima di ricominciare dopo quello che ha vissuto con Amber. Tuttavia Maddie sembra determinata a tornare al call center, non vuole dare a Amber la soddisfazione di condizionarla.
Durante il suo primo giorno di lavoro dal suo ritorno, Maddie riceve una chiamata di soccorso da un bambino, lui e il padre rischiano di morire per inalazione da fumo nel proprio appartamento, in loro aiuto intervengono i vigili del fuoco della 118, riescono a salvarlo, ma Maddie mentre parlava con il bambino è entrata nel panico, perde così la propria voce, adesso non è più capace di parlare.
Eddie torna a El Paso ma il capitano Morales, della stazione dei vigili del fuoco a cui Eddie aveva fatto domanda, non può assumerlo, il dipartimento non accetta altre richieste di assunzione, non può sapere quando otterrà il lavoro. Eddie ora deve affrontare delle spese economiche, anche perché ha investito il suo denaro per ristrutturare la nuova casa. Sta pensando di tornare a Los Angeles, almeno alla 118 riavrebbe il lavoro, ma Buck glielo sconsiglia. Eddie decide di lavorare come autista di Uber, vende il suo pick-up GMC per comprare una Toyota a basso consumo ma senza rivelarlo al figlio. All'inizio non riceve molte mance a causa dei suoi comportamenti logorroici e inopportuni, tuttavia una ragazza a cui dà un passaggio lo istruisce a dovere, e infatti Eddie impara a farsi apprezzare di più, tanto che il nuovo lavoro gli permette di guadagnare bene.
Chimney e Maddie vanno da un medico, il quale afferma che l'apparato fonatorio di Maddie non funziona benché non abbia subito danni, quest'ultima teme che sia colpa della tiroide silente che come nella precedente gravidanza ha fatto emergere dei danni a livello ormonale. Il medico però lo esclude, l'esame del sangue non ha riscontrato anomalie, infatti secondo lui si tratta di un caso di afonia psicogena: è un disturbo psicosomatico, il suo lavoro al call center l'aveva messa nella posizione di farsi rapire da Amber e per poco non è morta, è questo che ha innescato il suo mutismo. Chimney tenta di aiutare la moglie con degli esercizi vocali, ma è tutto inutile, la sua voce non riesce a tornare, infatti Amber l'ha traumatizzata ma il problema è che quest'ultima è morta, quindi non può più affrontarla.
Per Eddie diventa imbarazzante quando, dovendo dare un passaggio a un ragazzino, scopre che è un amico di Christopher, dividendo con lui l'auto, ora Christopher scopre che suo padre non è più un vigile del fuoco, tanto che davanti all'amico finge di non conoscerlo. Christopher va a trovare Eddie a casa sua, gli restituisce la PS5 che il padre gli aveva regalato, vuole che la rivenda dal momento che ha problemi con i soldi, non gli importa se attualmente non è un vigile del fuoco, è comunque orgoglioso di lui, infine si abbracciano.
Maddie porta Jee-Yun al parco giochi, per un momento la perde di vista, si preoccupa tanto che la voce le ritorna e chiama la figlia, la quale era lì vicino, sentendo la voce di sua madre attira la sua attenzione, Maddie sollevata abbraccia la piccola. Ora che la voce le è tornata, ricomincia a lavorare al call center con entusiasmo.

## Invisibile
- Titolo originale: Invisible
- Diretto da: Brenna Malloy
- Scritto da: Lyndsey Beaulieu e Taylor Wong

### Trama
Archie è un uomo che ha appena perso il lavoro, torna a casa dove convive con la fidanzata Vicky e il cugino, finisce però col rimanere intrappolato sotto il materasso, quindi Vicky e il cugino, ignari che lui sia lì sotto, si mettono a fare sesso. Archie, ancora incastrato, scopre del loro tradimento, il segnalatore di emergenza del suo orologio attiva una richiesta di aiuto al call center, quindi Bobby, Hen, Chimney, Buck e Ravi vanno a soccorrerlo, tagliano le doghe riuscendo a liberarlo.
Eddie vorrebbe provare a convincere Christopher a tornare a vivere con lui, invita a pranzo sia il figlio che i genitori, desiderava portare Christopher a vedere la partita, ma ha già degli impegni dato che Ramón lo porterà al torneo di scacchi. Per Eddie è sempre più difficile trovare spazio nella vita di suo figlio visto che i suoi genitori non fanno che monopolizzare la vita di Christopher.
Ancora una volta Archie viene soccorso dai vigili del fuoco della caserma 118 quando rimane incastrato sulla ruota di un TIR, dopo averlo salvato Hen scopre che Vicky lo ha cacciato via di casa, adesso vive nella propria auto. In piena notte Archie perde l'auto che gli è stata portata via da un carro attrezzi, non riuscendo più a contenere la propria frustrazione Archie sale su un autobus e minaccia i passeggeri con un coltello. Interviene la polizia che fora le ruote dell'autobus il quale si ferma anche se Archie, accidentalmente, accoltella uno dei passeggeri. Arrivano i soccorsi della 118, Hen parla con Archie e lo aiuta a calmarsi, lo convince a far prestare aiuto all'uomo che ha ferito e ad arrendersi. Gli agenti di polizia credendo erroneamente che Archie abbia una pistola, gli sparano ma Hen lo salva spingendolo a terra impedendo ai proiettili di colpirlo, infine la polizia lo arresta.
Eddie va ad assistere al torneo di scacchi di Christopher, il ragazzino tuttavia, si mette a vomitare e quindi Eddie lo porta in bagno, Christopher gli rivela che odia giocare a scacchi, ha iniziato a dedicarsi solo perché Ramón ama giocarci e lo aveva istruito, non voleva deluderlo. Eddie gli fa capire che lui non deve praticare gli scacchi se non lo vuole, e anche se i suoi nonni ci resteranno male sapranno accettarlo perché lo amano incondizionatamente. Infine Eddie chiede a Christopher di venire ad abitare con lui, e quest'ultimo accetta.
Eddie va a casa dei suoi genitori a prendere la roba di Christopher, dato che ora verrà a vivere con lui, si mette anche a litigare bonariamente con sua madre, perché ormai aveva capito che desideravano diventare per Christopher dei genitori putativi, ma essendo Eddie suo padre è giusto che Christopher viva con lui. Eddie le fa notare che lei e Ramón hanno sempre avuto il difetto di essere troppo opprimenti e ossessionati dal successo, infatti da giovane Eddie amava il ballo, ma poi quando i suoi genitori lo costrinsero a praticarlo allo scopo di fargli vincere dei trofei, ha finito con l'odiarlo, esattamente quello che è accaduto con Christopher e gli scacchi, Eddie bacia affettuosamente sua madre e la ringrazia per aver accudito Christopher, ma ora Eddie è pronto a riassumersi le sue responsabilità di genitore.

## Giorno di malattia
- Titolo originale: Sick Day
- Diretto da: Karla Braun
- Scritto da: Lyndsey Beaulieu e Taylor Wong

### Trama
Bobby e la sua squadra prestano soccorso in un incidente stradale dove un autobus si è schiantato contro delle auto. I vigili del fuoco aiutano i passeggeri dell'autobus e i guidatori delle auto coinvolte nell'incidente: una donna che stava guidando una delle auto afferma di aver perso suo figlio durante l'incidente, Ravi aveva guardato dentro il veicolo ma non si era accorto del bambino che era nel sedile posteriore, l'auto esplode ma Bobby ha fatto in tempo a portare in salvo il bambino.
Ormai i lavori di ristrutturazione della casa di Bobby e Athena stanno per giungere al termine, quest'ultima in particolare è decisamente contenta delle modifiche che sono state fatte dato che l'abitazione è stata riprogettata affinché rifletta le sue esigenze e quelle del marito. 
In un laboratorio di ricerca chimico di livello 4, due scienziati, Roz e Allen, scoprono che la loro collega Moira Blake ha modificato il ceppo di un patogeno a cui stavano lavorando, ha ridotto i tempi di incubazione rendendolo ancora più letale. Moira ha sperimentato il nuovo patogeno su un topo da laboratorio, il quale è sul punto di morire, ma ha sintetizzato un antivirale il quale si trova in due fiale, usa la prima per guarire il topo dando prova che il suo esperimento è stato un successo.
Moira viene però rimproverata dal direttore Banting perché ha agito senza autorizzazione, ha modificato il patogeno violando i protocolli di sicurezza, decide quindi di licenziarla. Moira decide di accedere alla zona di sicurezza ma visto il suo licenziamento il proprio badge non le dà accesso, quindi tramortisce Allen e usa il suo per entrare nella zona e poi appicca un incendio.
Bobby e i vigili del fuoco della 118 intervengono, Banting spiega ai soccorritori che il patogeno è stato modificato dal virus Crimea-Congo, gli unici intrappolati nell'edificio sono Allen e Roz, quindi Bobby e la squadra raggiungono la zona di sicurezza con il badge di Banting. Raggiunti Roz e Allen riescono a metterli in salvo, ma le fiamme fanno saltare in aria del bombole del gas, l'esplosione fa liberare nell'aria il patogeno facendo scattare il sistema di sicurezza, infatti Bobby, Hen, Chimney e Ravi sono intrappolati in quarantena mentre Buck fa in tempo a uscire dal laboratorio portando con sé Roz e Allen. Le fiamme ormai si sono consumante ma il respiratore d'ossigeno di Chimney si è rotto nell'esplosione, lui ha appena inalato il patogeno.
Sopraggiunge Athena, a quel punto interviene il colonnello John Hartman del CBRN, dirigerà lui le operazioni di soccorso. Hen è rimasta ferita durante l'esplosione, ha un polmone collassato, dato che Chimney è rimasto infettato dal patogeno dovranno essere Ravi e Bobby e operarla, Chimney li istruisce e grazie a lui riescono a salvarla. Chimney inizia a perdere sangue dal naso e dalla bocca, i sintomi si stanno manifestando. Hartman e Athena pretendono una spiegazione da Banting dato che i sintomi del virus Crimea-Congo si presentano dopo qualche settimana e non in tempi così brevi. Lui si finge estraneo, non vuole che si sappia che Moira ha infranto i protocolli perché non vuole guai, stava anche per far firmare a Roz un accordo di riservatezza, ma quest'ultima decide di parlare confessando che Moira ha accelerato i tempi di incubazione.
Hartman è costretto e interrompere l'operazione di salvataggio, dato che nel laboratorio c'è un patogeno così pericoloso non vuole correre il rischio che si disperda e che si venga a creare una pandemia, a malincuore decide di lasciar morire Chimney. Tuttavia Roz rivela a Buck e Athena che Moira aveva sintetizzato l'antivirale che si trova nella fiala, dovrebbe essere nel laboratorio, quindi Buck si mette in contatto con Ravi e grazie a Roz gli dà istruzioni per trovare la fiala, Hartman lo scopre e ordina a Ravi di non usare l'antivirale in quanto preferisce che quella dose venga usata per creare un vaccino. Tuttavia Ravi disubbidisce agli ordini di Hartman, l'unica cosa che vuole è usare l'antivirale per salvare Chimney, solo per scoprire che non c'è nessuna fiala: Athena ha capito che Moira deve averla rubata.

## Cavie da laboratorio
- Titolo originale: Lab Rats
- Diretto da: Dawn Wilkinson
- Scritto da: Kristen Reidel, Molly Green e James Leffler.

### Trama
A Chimney restano poche ora di vita, Roz spiega a Bobby che servirebbero settimane per sintetizzare un nuovo antivirale, l'FBI decide di prendere in mano il caso e di trovare Moira, a quel punto Bobby esorta Athena a lasciar perdere. In realtà Athena ha capito che suo marito le sta chiedendo di trovare Moira da sola prima che lo faccia l'FBI, perché anche se i federali riuscissero ad arrestarla e a entrare in possesso della fiala con l'antivirale, non la userebbero per salvare Chimney.
Athena e Buck si mettono sulle tracce di Moira, aiutati segretamente dall'agente di polizia Williams, il quale scopre che Moira invece che con la propria auto è fuggita con quella di Roz. Athena va a casa di Moira dove l'FBI ha requisito la sua roba, Athena astutamente fingendo di volerli aiutare, ruba la memory card della macchina fotografica usata dalla scientifica. La mostra a Karen che vedendo le foto dell'arredamento di Moria nota che ci sono foto incorniciare di premi Nobel per la scienza: Athena, Karen e Buck capiscono che lei vuole vendere l'antivirale a una multinazionale e ottenere il merito di aver creato l'antidoto per il virus Crimea-Congo che lei stessa ha perfezionato.
Maddie cerca di essere forte, ma è disperata all'idea che il marito possa morire, Bobby li fa conversare con una video-telefonata ma Chimney perde sempre più sangue dal naso. Williams e Athena trovano l'auto di Roz quindi capiscono che Moira è da quelle parti, infatti lì c'è un'azienda farmaceutica, Moira vuole convincere l'amministratore delegato a comprare il suo antivirale a scopo di lucro. Egli però, capendo che Moira è una donna folle, chiama la polizia, Buck e Athena riescono ad anticiparli. Tommy, alla guida di un elicottero, li raggiunge e porta via Moira, Athena e Buck con l'antivirale impedendo all'FBI di impadronirsene.
Tommy atterra al Los Angeles Memorial Coliseum, Hartman e l'FBI li raggiungono per arrestare Moira e requisire l'antivirale, ma lì ci sono soltanto Moira, Buck e Tommy, infatti Athena era scesa dall'elicottero già da prima, Karen la porta al laboratorio in quarantena. Roz aiuta Athena facendole indossare la tuta protettiva, infatti in assenza dei militari che non sorvegliavano più il laboratorio, lei può accedervi senza che nessuno la ostacoli. Athena consegna la fiala a Bobby, quest'ultimo inietta l'antivirale a Chimney che guarisce.
Tutto sembra risolversi per il meglio, Athena tra l'altro non teme le minacce dell'FBI perché anche se affermano che lei, Buck e Tommy sono in arresto sa non ci sarà nessun capo d'accusa, infatti i federali insabbieranno la cosa pur di evitare che si venga a sapere che c'era il rischio di una pandemia. Buck va nel laboratorio e porta via di lì Hen, Chimney e Ravi: ad un tratto però Bobby chiude dall'interno l'entrata della zona di sicurezza, rimanendo lì in modo che nessuno possa entrarvi e raggiungerlo. Bobby si leva il respiratore davanti a Buck che per tutto questo tempo non si era mai tolto, e infatti Buck vede che Bobby sanguina dal naso.
Infatti Bobby, proprio come Chimney, aveva inalato il virus, questo perché l'esplosione aveva danneggiato il suo inalatore d'ossigeno, ha taciuto perché, quando aveva scoperto che c'era una fiala per una sola dose di antivirale, per evitare di decidere se fosse stato giusto darla a lui o a Chimney, non ha detto niente in modo che tutti si concentrassero per salvare quest'ultimo. Athena parla con Bobby per l'ultima volta, lei si arrabbia con suo marito per non averle detto fin dall'inizio che aveva inalato il virus, ma Bobby ha agito così per salvare la propria squadra. Confessa ad Athena che lei, quando è entrata nella sua vita, ha cambiato tutto, l'unica cosa che Bobby desiderava era vivere e stare al suo fianco per sempre. Benché Bobby avesse chiesto ad Athena di lasciarlo solo, lei vuole restargli accanto fino alla fine, per poi guardarlo morire mentre i membri della caserma 118 si disperano per la morte del loro capitano.

## L'ultima sirena
- Titolo originale: The Last Alarm
- Diretto da: John J. Gray
- Scritto da: Tim Minear e Kristen Reidel

### Trama
Otto anni prima: una casa prende fuoco, intervengono Bobby, Chimney, Tommy e Hen che prestano aiuto alla proprietaria della casa, Leah, la quale aveva perso i sensi. Riescono a portarla in salvo facendola uscire dalla casa in fiamme, lei pronuncia il nome del figlio, Micah, un neonato ancora intrappolato nell'abitazione; Bobby quindi cerca di salvarlo ma è inutile, la culla dove stava dormendo è avvolta dalle fiamme.
Eddie è tornato a Los Angeles per l'imminente funerale di Bobby, mentre Gerrard per il momento riveste il ruolo di capitano della 118. Ormai Chimney è diventato collerico e distante da tutti, si sente in colpa perché Bobby si è sacrificato per salvarlo. Athena è ancora indecisa su come celebrare il funerale del marito, non ha nemmeno deciso come seppellirlo. Sono trascorse due settimane da quando è deceduto, la contea non le ha ancora consegnato il corpo, ma è evidente che per lei non è un problema, infatti vuole procrastinare il funerale il più possibile dato che non ha ancora elaborato la morte del marito. Athena poi si arrabbia con Chimeny dato che egli ha fatto pressione per l'autorizzazione del funerale, credeva di darle una mano, ma adesso Athena si sente affranta perché ora non può più trovare scuse e dovrà celebrare il funerale di Bobby.
L'attenzione di Athena è rivolta a Gary, un uomo giunto alla caserma 118 il quale voleva l'aiuto di Bobby, ignaro che fosse morto. Gary è il fratello di Leah, racconta ad Athena che quando Micah è morto, Leah perse il lavoro e divorziò dal marito, in effetti Gary la aiutò a rimettersi in sesto dandole un lavoro nella sua agenzia di catering, tuttavia quando organizzarono la festa di compleanno di Cameron, un bambino che aveva compiuto 9 anni (per giunta lo stesso giorno del compleanno di Micah) la sorella di Gary perse la testa: crede che quel bambino sia il suo e che non fosse morto, semplicemente devono averglielo portato via, ha tentato di rapirlo ma è stata arrestata.
Incuriosita, Athena va a trovare Leah in carcere e lei le spiega che Heather, la madre di Cameron, era sua compagna al corso di yoga, anche lei era incinta dello stesso mese, ma poi smise di frequentare il corso di yoga, si vociferava che aveva avuto dei problemi con la gravidanza. Leah è della convinzione che Heather abbia perso il bambino, e che poi abbia rubato Micah dandogli il nome di Cameron. Athena accompagnata da Williams va alla tomba di Micah, iniziano gli scavi per la riesumazione ma arriva Gary che tenta di fermarli spiegando ad Athena che lì non troveranno niente, perché il corpo di Micah venne incenerito dalle fiamme, non lo aveva mai detto a Leah per evitarle il dolore di scoprire che non c'era nemmeno un corpo da seppellire. Infatti quando la bara viene aperta non trovano niente se non dei sacchetti di sabbia e una fotografia di Micah.
Purtroppo Athena torna in carcere a trovare Leah per spiegarle che Cameron non è Micah, quest'ultimo è morto, inoltre ha fatto fare un test di compatibilità del DNA di Heather e Cameron dal quale risulta essere la madre del bambino. Il procuratore è disposto a far cadere le accuse contro Leah ma a patto che lei segua un programma di riabilitazione.
Il giorno del funerale di Bobby è arrivato, Buck sorprende Chimney a ubriacarsi poco prima della cerimonia, egli sfoga la propria rabbia confessando al cognato che odia Bobby, quest'ultimo non aveva il diritto di decidere da solo, doveva interpellarlo e vedere se, invece che decidere se salvarsi o salvare Chimney, esistesse una terza opzione ma Buck gli domanda «Credi ci fosse una terza via?» ormai Bobby è morto mentre Chimney è sopravvissuto, quindi Buck si limita a incoraggiarlo a vivere la propria vita.
Il corpo dei vigili del fuoco celebra la cerimonia per Bobby, l'ultima sirena, al funerale sono presenti anche Charlie, Ann, Beatrice e Samuel. La bara contenente il corpo di Bobby viene caricata su un jet con Athena, May e Harry che lo accompagnano in Minnesota e lo seppelliscono accanto alla prima moglie Marcy e ai loro due figli.

## Non bere l'acqua
- Titolo originale: Don't Drink the Water
- Diretto da: Jonathan Lawrence
- Scritto da: Molly Green e James Leffler

### Trama
La casa di Athena è stata totalmente ristrutturata, inoltre ha deciso di tornare a lavoro. Harry e May non sono sorpresi che lei abbia deciso di ricominciare a lavorare, ma trovano strano che non voglia vendere l'abitazione, infatti ormai non è più la casa dove loro sono cresciuti visti i lavori di ristrutturazione, tuttavia Athena è irremovibile, non desidera vendere la casa.
Lor Angeles è nel caos, infatti è stata rinvenuta una riserva sotterranea di metano, che entrando a contatto con il bacino idrico della città, ha reso l'acqua infiammabile, i soccorsi sono costretti a intervenire ogni volta che le fiamme generate dall'acqua mettono in pericolo le persone. Athena è nuovamente alle prese con Graham, il quale ha fatto arrabbiare il suo vicino di casa Donnie per avergli tolto il bucato dalla lavatrice e averlo messo tra gli oggetti smarriti.
Athena preferisce mantenere una distanza con Chimney, non gli rivolge nemmeno la parola. Confessa a Karen che non lo reputa responsabile per la morte di Bobby, ma vederlo le ricorda che suo marito è morto, ritenendo che la cosa migliore sia quella di avere con Chimney solo un rapporto circostanziale. Chimney si confida con la moglie, ricordando che, quando lui e Bobby erano in quarantena, gli aveva chiesto di prendersi cura di Maddie se fosse morto specialmente con il bambino in arrivo: solo ora Chimney ha capito che Bobby aveva già preso coscienza che aveva inalato anche lui il virus, e dicendogli quelle parole inconsapevolmente Chimney lo aveva condizionati affinché Bobby sacrificasse la propria vita per salvare lui. Chimney vorrebbe solo confortare Athena ma è impossibile perché lei gli impedisce di avvicinarsi. Maddie fa capire al marito che non deve sentirsi in colpa, lui non aveva manipolato Bobby affinché morisse per salvarlo, e in ogni caso Maddie non può fare a meno di essergli riconoscente perché lui ha salvato Chimney.
Il corpo dei vigili del fuoco vuole Hen come capitano della 118 in sostituzione di Bobby, in effetti Chimney sarebbe contento se lei accettasse. Tuttavia Hen è costretta a deluderlo: lei ha già spiegato a Simpson che non vuole l'incarico, sa di non essere tagliata per dare istruzioni e occuparsi della linea di comando della caserma. Ancora una volta Athena interviene per placare una lite tra Graham e Donnie, quest'ultimo lo accusa di aver rubato la biancheria della sua fidanzata Crystal. Graham giura di essere innocente, lui è convinto che sia rimasta intrappolata nel filtro della lavatrice, e quando prova a dimostrare la sua innocenza, la lavatrice esplode per colpa del metano.

## Spostamenti sismici
- Titolo originale: Seismic Shifts
- Diretto da: John J. Gray
- Scritto da: Kristen Reidel e Molly Savard

### Trama
Eddie e Christopher a breve torneranno a El Paso, mentre Chimney propone a Buck di candidarsi come nuovo capitano della 118, solo per scoprire che quest'ultimo intende fare domanda di trasferimento per un'altra caserma. Intanto Athena tenta di prestare soccorso a Graham che è intrappolato con Donnie tra le macerie dopo l'esplosione.
I vigili della 118 intervengono in aiuto, anche Eddie prende parte all'operazione, Donnie è gravemente ferito, quindi Graham appoggia la mano sulla perdita di sangue per limitare l'emorragia. Hen e Chimney aiutano una donna che per via di una frattura alla testa stava per morire a causa dell'infiltrazione dell'aria, infatti Hen la salva iniettandogli con una siringa della lidocaina. Crystal chiede aiuto a Chimney che raggiunge Athena nel seminterrato.
Graham, con un tampone emostatico datogli da Chimney, tampona la ferita di Donnie, mentre Eddie, Buck e Ravi salvano un uomo di nome Flint West grazie a una segnalazione di Maddie. Donnie ha un tachicardia ventricolare, tuttavia Chimney fa in modo che Graham applichi gli elettrodi su Donnie, consentendo a defibrillatore di rianimarlo. Arrivano gli altri vigili del fuoco che portano via Donnie, ma quando rimuovono le macerie scoprono che Graham è incastrato in quanto infilzato da un tondino d'acciaio.
Il tondino non ha danneggiano la colonna vertebrale ma ha reciso l'aorta addominale, Athena all'inizio credeva che Graham non se ne fosse accorto per via dell'adrenalina, ma in realtà lui già lo sapeva, non aveva detto niente affinché i soccorsi si concentrassero su Donnie che aveva più bisogno di aiuto. Sentendo queste parole Chimney e Athena provano un evidente imbarazzo (chiaramente perché Graham ha messo in pericolo la propria vita per le stesse ragioni che hanno spinto Bobby a sacrificarsi e a morire).
Hen, seguendo le istruzioni di Chimney, esegue un massaggio cardiaco su Graham impedendogli di morire. Anche se è evidente che il merito è tutto di Chimney, quest'ultimo preferisce dare il merito del salvataggio di Graham a un lavoro di squadra, tanto che Athena gli confessa che Bobby lo considerava uno dei principali difetti di Chimney: egli si ostina a non voler comprendere il proprio valore benché sia palese che è un uomo competente e brillante. Chimney e Athena si abbracciano, quest'ultima non ha dubbi che Bobby sarebbe orgoglioso di lui.
Gerrard lascia la caserma 118 ringraziando i colleghi, è fiero di come hanno collaborato. Chimney, vedendo Eddie che si appresta a comprare dei biglietti aerei per lui e Christopher in modo da tornare a El Paso, gli impone di rimanere a Los Angeles oltre a proibire a Buck di trasferirsi in un'altra caserma. Chimney fa un discorso ammonitore a tutti, Bobby è morto ed è pronto ad accettarlo con rassegnazione, ma dividere il gruppo non è il modo giusto di superare il dolore, in caso contrario tutti affronteranno la sofferenza della morte del capitano senza poter contare gli uni sugli altri. Chimney non nega che il fatto che Bobby si sia sacrificato per lui lo abbia sconvolto, ma ora ha capito che Bobby lo avrebbe fatto per chiunque dei suoi colleghi, la caserma 118 è composta da coloro che vi lavorano e quindi disgregare il gruppo non servirà a onorare Bobby. Hen, con le lacrime agli occhi, istintivamente chiama Chimney "capitano".
Dato che Eddie e Christopher hanno deciso di rimanere a Los Angeles, tornano alla loro vecchia casa, e dunque Buck se ne cerca un'altra, mentre Athena decide di vendere la propria, arriva anche a sorridere quando vede una coppia sposata che desidera comprarla. Il giudice finalmente consegna a Hen e Karen i documenti per l'adozione, Mara adesso fa parte della loro famiglia. Maddie partorisce dando alla luce il suo bambino, i genitori lo chiamano Bobby (Robert Nash Han), infine Athena va a trovarli all'ospedale, tiene il piccolo in braccio e con gioia lo saluta dicendo "Ciao Bobby".